# David Thornton
David Thornton (Cheraw, 12 de junho de 1953) é um ator americano. Ele apareceu em John Q, Home Alone 3, Law & Order, The Notebook e The Other Woman, entre outros papéis. Ele é casado com a cantora Cyndi Lauper e têm um filho chamado Declyn Wallace Lauper Thornton, que nasceu em 19 de novembro de 1997.